# Gle Alue Seunong
Gle Alue Seunong är en kulle i Indonesien.   Den ligger i provinsen Aceh, i den västra delen av landet, 1 700 km nordväst om huvudstaden Jakarta. Toppen på Gle Alue Seunong är 233 meter över havet.
Terrängen runt Gle Alue Seunong är varierad, och sluttar norrut.Runt Gle Alue Seunong är det ganska glesbefolkat, med 23 invånare per kvadratkilometer. Närmaste större samhälle är Reuleuet, 8,8 km norr om Gle Alue Seunong. I omgivningarna runt Gle Alue Seunong växer i huvudsak städsegrön lövskog.